# Agnes von Durazzo

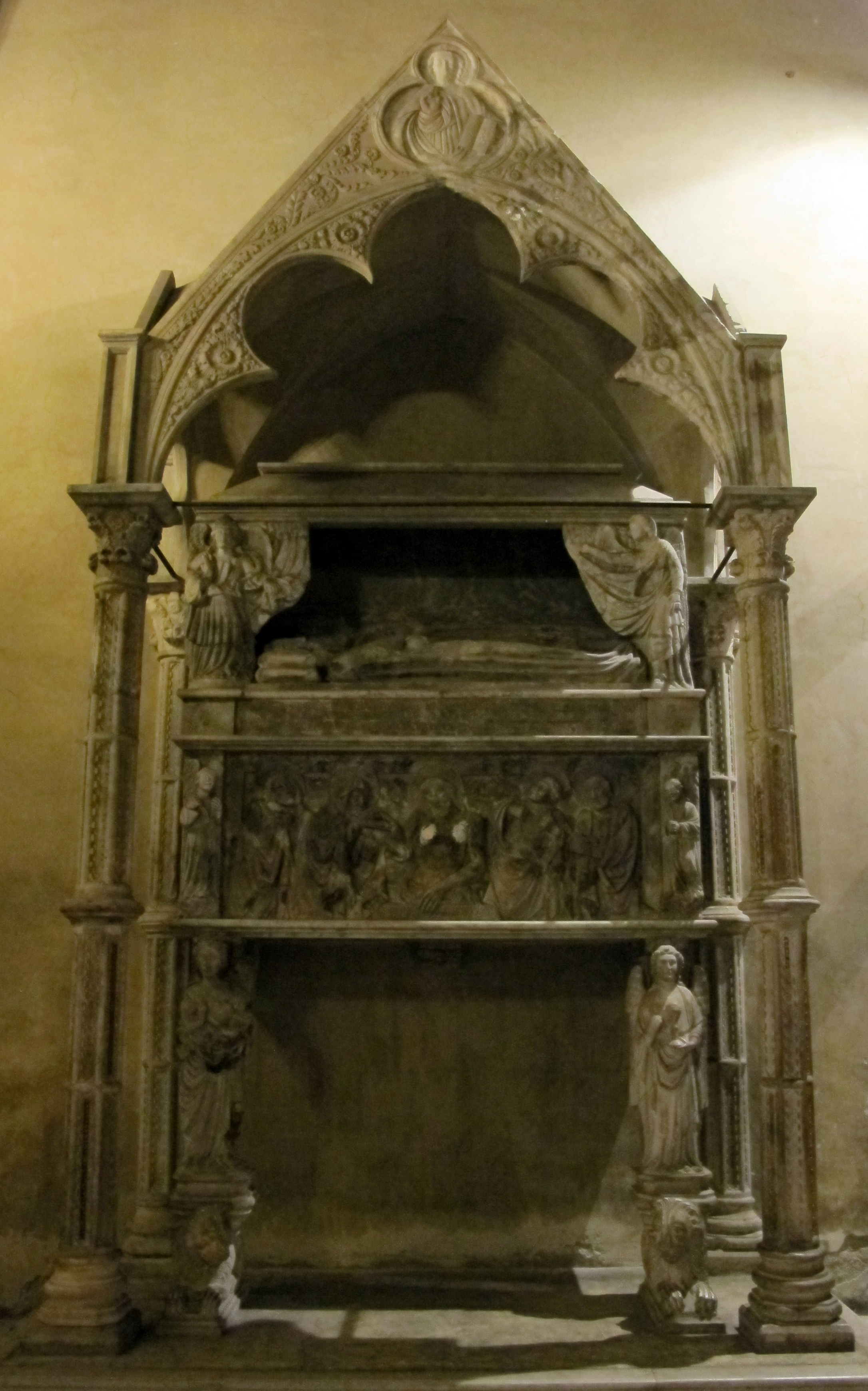
Grab der Agnes von Durazzo sowie ihrer jung gestorbenen Schwester Klementia († 1363) in der Basilika Santa Chiara in Neapel

Agnes von Durazzo (ital. Agnese di Durazzo; * 1345; † entweder 10. Februar 1383 oder 15. Juli 1388 in Neapel) war eine neapolitanische Fürstin aus der Nebenlinie Durazzo des Hauses Anjou.
Sie war die Tochter des Karl, Herzog von Durazzo, und dessen Cousine Maria von Kalabrien und damit eine Nichte der regierenden Königin Johanna. Ihre Schwestern waren Johanna, Klementia und Margarethe von Durazzo. Als Agnes etwa drei Jahre alt war, wurde ihr Vater hingerichtet; die Mutter wurde wenig später entführt und zwangsverheiratet.
Im Jahr 1363 (oder kurz vorher) wurde Agnes mit Cansignorio della Scala, dem Herrn von Verona, verheiratet. Die Eheschließung war ungewöhnlich, da die Scaliger bisher reichstreue Ghibellinen und die neapolitanischen Anjou papsttreue Guelfen waren. Die Ehe blieb kinderlos, soll aber – trotz der skrupellosen Herrschaft ihres Mannes und der Tatsache, dass dieser mehrere uneheliche Kinder hatte – glücklich gewesen sein. Cansignorio starb 1375 nach zwölf Jahren Ehe, vermutlich an einer Krankheit. Agnes erhielt 56000 Dukaten als Witwengut, die ihr Mann für sie hinterlegt hatte. Sie kehrte nun nach Neapel zu ihrer Tante, der Königin, zurück.
1382 stürzte und ermordete Agnes’ Cousin und Schwager Karl der Kleine von Durazzo die Königin Johanna und bestieg als Karl III. selbst den Thron, was einen Erbfolgekrieg mit dem jüngeren Haus Valois-Anjou auslöste. Agnes und ihre ältere Schwester Johanna gerieten in Karls Gefangenschaft. Agnes musste zu Gunsten ihrer jüngeren Schwester Margarethe, der neuen Königin, auf sämtliche Erb- und Thronansprüche verzichten, und es wurde versucht, sie zur Herausgabe ihres Witwenbesitzes zu zwingen.
Im Anschluss wurde sie mit Jacques des Baux, Fürst von Tarent und Achaia sowie lateinischer Titularkaiser, verheiratet. Karl III. erhoffte sich auf diese Weise die Loyalität des Jacques des Baux zu sichern und gewährte als Mitgift die Insel Korfu (die aber von den Venezianern besetzt war). Der Plan scheiterte allerdings: Jacques des Baux wechselt bald nach der Eheschließung ins Lager des Ludwig von Valois-Anjou, starb dann jedoch bereits im Jahr darauf.
Agnes war zu diesem Zeitpunkt vermutlich schon verstorben. Wie die meisten Angehörigen des Hauses Anjou wurde sie im Klarissenkonvent von Neapel begraben. Sie war die letzte Person, die den Titel einer Kaiserin des lateinischen Kaiserreichs trug.